# Ming Ming (panda)
Ming Ming (chinois : 明明), née en 1977 et morte le 7 mai 2011, était l'un des plus vieux panda géant du monde. Elle est décédée d'une insuffisance rénale à 34 ans au Xiangjiang Wild Animal World dans la province du Guangdong,,,. Son nom se traduit du chinois par « brillant ».